# 金凯源中心
金凯源中心（英語：CapitaSpring）是一座51层、高280米的大厦，耗资18.2亿新元建造，位于新加坡中央商业区原金鞋停车场的地段。该楼主要建有办公室和一间花园，以及雅诗阁所负责的服务公寓、零售空间和小贩中心。大楼已于2021年完工。该建筑由建筑设计事务所英厄尔斯集团（英語：Bjarke Ingels Group）和意大利建筑师卡尔洛·拉蒂设计，是新加坡最高的建筑之一。

## 建造历史
金凯源中心的项目开发商是凯德集团和三菱地所。摩根大通在2018年宣布将在大楼中租用部分空间，并成为项目的主要租户。其他租户包括IBM子公司紅帽公司、以及数间律师事务所和金融公司。

## 使用
大厦主要用于传统的办公空间，但约有建筑的10%将包含联合办公空间。大厦的二楼和三楼还设有一个美食中心，包括一个类似于原金鞋停车场的小贩中心，以及各种餐饮和零售选择。楼中建有两座花园，一座位于地上100米，另一座是新加坡最高的屋顶城市农场，其余空间由雅诗阁服务公寓占据。

## 事件

### 工程师坠楼事件
2022年4月8日早上一名48岁女工程师在大厦16楼的维修层工作时，疑不慎踏到假天花板，导致她从16楼摔到9楼不幸身亡。这是新加坡在2022年发生的第11起致命工地事故。

## 流行文化
大厦出现在了电视节目《西部世界》第三季的“背景”中。